# Seminars in Nephrology
Seminars in Nephrology, abgekürzt Semin. Nephrol., ist eine wissenschaftliche Fachzeitschrift, die vom Elsevier-Verlag veröffentlicht wird. Die Zeitschrift erscheint mit sechs Ausgaben im Jahr. Es werden Arbeiten aus der klinischen Nephrologie veröffentlicht.
Der Impact Factor lag im Jahr 2014 bei 3,483. Nach der Statistik des ISI Web of Knowledge wird das Journal mit diesem Impact Factor in der Kategorie Urologie und Nephrologie an 14. Stelle von 76 Zeitschriften geführt.